# Чонгра-Пик
Чонгра-Пик (урду چونگرا چوٹی‎) — одна из вершин массива Нангапарбат, хребта Гималаи. Находится в Гилгит-Балтистане, Пакистан.
Этот пик лежит к югу от реки Инд в Пакистане. Недалеко на севере находится Западная оконечность хребта Каракорум.

## География Чонгра
Ядром Нангапарбат является длинный хребет, простирающийся во все направления. В юго-западной части этого хребта называется Мазено-Ридж, и имеет ряд вершин чуть поменьше. В другом направлении, главный хребет начинается как Восточный хребет перед поворотом на северо-восток на пике Рахиот (7070м). Северная/северо-западная сторона горы, ведущая к Инду, является более рельефно-сложной. Она разделяется на Диамир (Запад) и Кахиот (север), длинный горный хребет. Сам пик Чонгра находится в дальней восточной части массива, прямо на север от деревни Тарашинг и верхней части долины Асторе.